# カピオラニ公園

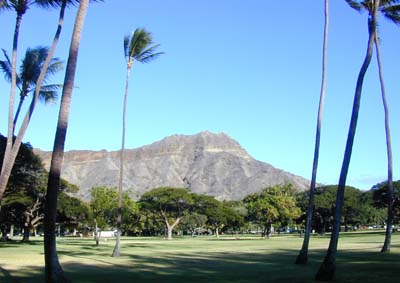
カピオラニ公園からダイヤモンドヘッドを望む

カピオラニ公園（カピオラニこうえん、英語: Queen Kapiʻolani Regional Park）はハワイ州で最大の、二番目に古い公共公園である。ホノルル市郡に位置し、ワイキキの東端やクヒオ・ビーチパーク、そしてワイキキの居住区域のすぐ近くにある。この300-エーカー (1.2 km2)の広さを持つ公園はカラカウア王の妃であったカピオラニ王妃にちなんで名づけられ、ワイキキ・シェルとホノルル動物園は当公園内にある。

## 歴史

### ハワイ王国時代

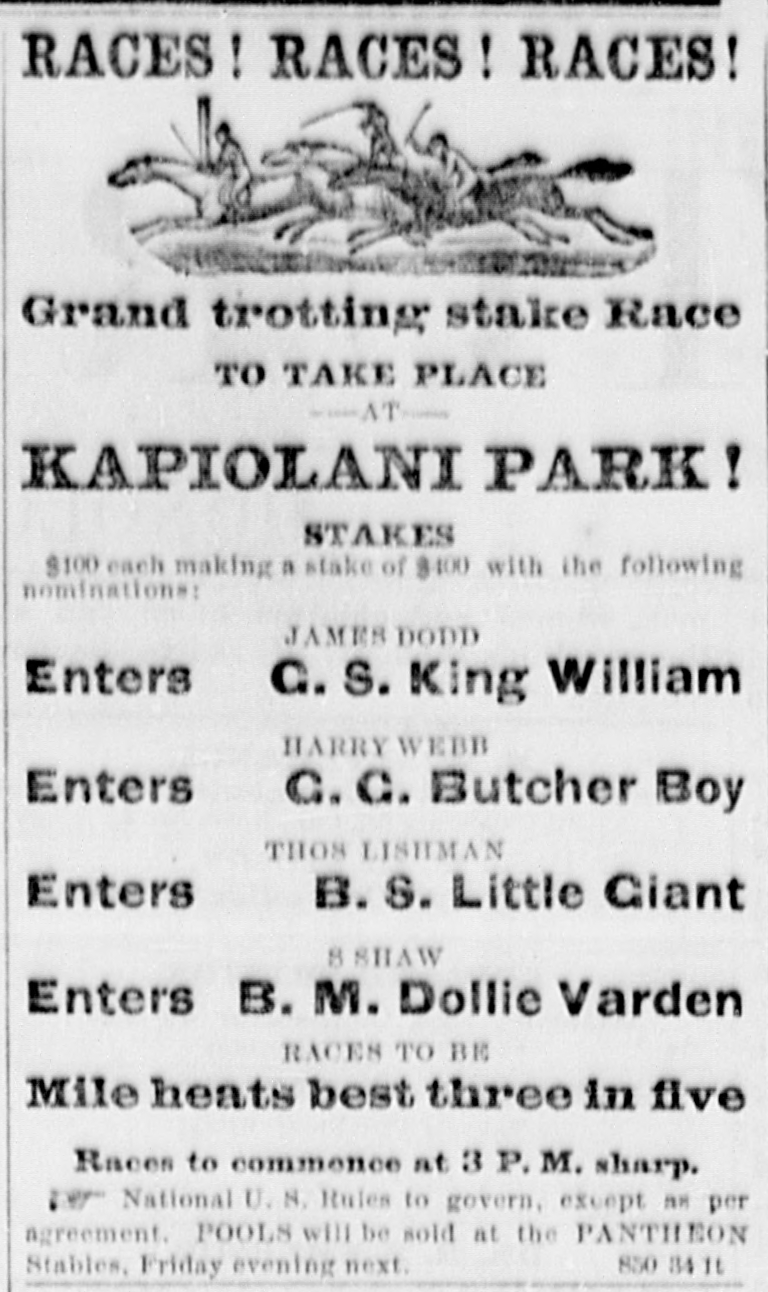
カピオラニ公園で催された競馬に関する広告

1870年代に、カラカウア王は富裕層から競馬のための常設で乾いたコースを探して欲しいという請願を受けた。裕福な競馬ファンにとってはワイキキが知られていたため、カラカウア王はダイアモンド・ヘッドふもとの現在公園が所在する場所にある、占有されておらず乾燥した平地を選んだ。スコットランド人のアーキボルド・スコット・クレッグホーン（Archibald Scott Cleghorn）が「カピオラニ公園協会」（Kapiʻolani Park Association）の副代表（のち代表）に就任した。このグループは年間1ドルで公園を30年間賃借できるようカラカウア王を説得した。協会の会員は50ドルを会費として支払い、会員はワイキキの不動産を借りることが許可された。1880年代までにハワイの最も裕福な人々は協会を通じて不動産を賃借した。ハワイ王国転覆の間に、ほとんどの不動産は市に取り戻されたか、有罪判決が下された。1893年にはホノルル・クリケット・クラブにリースが与えられた。サンフランシスコのカリフォルニア・クリケット協会（California Cricket Association）のトップ選手たちが地元チームと試合を行った。

### ハワイ共和国時代
王国転覆の後、この地はハワイ共和国に移管され、ハワイ公園委員会（Honolulu Park Commission）によって管理された。立法者は公園を恒久的に無料の公共公園として提供し、公園内の土地の売買や貸借を禁止して、いかなる入場料を取ることも禁止した。
1913年からは、公園はホノルル市郡の公園・レクリエーション局（Department of Parks & Recreation）によって維持管理された。
1920年代にはアラワイ運河の計画によって公園は泥とごみであふれかえることになった。その後、1952年に公園がリノベーションされて現在の境界線が建設されるまで、ほとんど使われることはなかった。

### 現在
ホノルル動物園とワイキキ・シェル以外にも、この公園はテニスやバスケットボールのコート、サッカー、野球、ラクロス、そしてラグビーの競技場、そしてアーチェリーの射場がある。ここでは毎年、ラクロスとラグビーの国際トーナメントが行われる。また、カピオラニ公園の音楽ステージはエンターテインメント会場として機能している。この公園は全周が2マイル(3 km)ほどであるため、ジョギングコースとしても市民に知られている。この公園はホノルルマラソンなどロードレースの終点・始点でもある。
カピオラニ公園はハワイ州唯一のクリケットクラブであるホノルル・クリケット・クラブのホームである。このクラブは1893年に創部され、ギネス世界記録に認定された太平洋地域で最も古いスポーツクラブであるという。
カピオラニ公園の南にはカピオラニ・ビーチパークがあり、クヒオ・ビーチやワイキキ・ビーチにつながっている。また、この公園はワイキキとダイアモンド・ヘッド周辺地域との自然の境界として機能している。